# Grande mosquée de Farumad
La Grande Mosquée de Farumad est une mosquée du vendredi de la dynastie mongole de Ilkhanat de Perse située à Farumad en Iran. L’édifice est complété vers 1320 sur les bases d’un édifice Seldjoukides. L’un des artistes ayant travaillé sur cet édifice est Ali Jami al-Sanai de Simnan.

## Voir également
- Art de l'Iran mongol
- Liste de mosquées d'Iran

## Référence
- (en) D. Wilber, The Architecture of Islamic Iran- The Il khanid Period, Princeton University Press, 1955, p. 156-157.